# 뉴 노멀 (영화)
《뉴 노멀》은... 2007년도에 개봉한 《기담》, 2013년도에 개봉한 《무서운 이야기 2》 등의 작품의 연출을 맡았던 정범식 감독의 영화작품이다.

## 줄거리
새로운 시대가 열렸다. 오늘, 당신의 공포는 일상이 된다.

## 출연진

### 주연
- 최지우 : 현정 역

- 이유미 : 현수 역

- 민호 : 훈 역

- 표지훈 : 기진 역

- 하다인 : 연진 역

- 정동원 : 승진 역

### 조연
- 이문식 : 정훈 역

- 이주실 : 규연 역

- 하경 : 은상 역

- 이동규 : 창수 역

- 황승언 : 혜연 역

- 김미화 : 송미 / 진상아줌마 역

- 예린 : 해경 역

### 특별출연
- 이주우 : 효진 역

- 류제윤 : 정호 역